# 로스킬레
로스킬레(덴마크어: Roskilde, IPA: [ˈʁʌskilə])는 덴마크 셸란섬에 있는 도시이다. 로스킬레 역은 수도인 코펜하겐과 서부 덴마크를 잇는 주요 철도역으로, 로스킬레는 이 지역의 경제 중심지 역할을 맡고 있다. 매년 여름에 북유럽 최대의 록 페스티벌(로스킬레 축제)이 열리는 곳으로 유명하다.

## 같이 보기
- 로스킬레 축제
- 로스킬레 조약